# Pérou aux Jeux olympiques d'été de 2020
Le Pérou participe aux Jeux olympiques de 2020 à Tokyo au Japon. Il s'agit de sa 20e participation à des Jeux d'été.

## Athlètes engagés
| Sport         | Hommes | Femmes | Total |
| ------------- | ------ | ------ | ----- |
| Athlétisme    | 3      | 5      | 8     |
| Aviron        | 1      | 0      | 1     |
| Badminton     | 0      | 1      | 1     |
| Boxe          | 2      | 0      | 1     |
| Cyclisme      | 1      | 0      | 1     |
| Escrime       | 0      | 1      | 1     |
| Gymnastique   | 0      | 1      | 1     |
| Haltérophilie | 1      | 0      | 1     |
| Judo          | 1      | 0      | 1     |
| Karaté        | 0      | 1      | 1     |
| Lutte         | 1      | 0      | 1     |
| Natation      | 1      | 1      | 2     |
| Skateboard    | 1      | 0      | 1     |
| Surf          | 2      | 2      | 4     |
| Tennis        | 1      | 0      | 1     |
| Tir           | 3      | 0      | 3     |
| Voile         | 1      | 4      | 5     |
| Total         | 19     | 16     | 35    |

## Résultats

### Athlétisme
| Athlète           | Épreuve               | Finale          | Finale |
| Athlète           | Épreuve               | Temps           | Rang   |
| ----------------- | --------------------- | --------------- | ------ |
| Cristhian Pacheco | Marathon masculin     | 2 h 22 min 12 s | 60e    |
| Luis Henry Campos | 20 km marche masculin | 1 h 30 min 58 s | 43e    |
| César Rodríguez   | 20 km marche masculin | 1 h 24 min 40 s | 21e    |
| Jovana de la Cruz | Marathon féminin      | 2 h 36 min 38 s | 40e    |
| Gladys Tejeda     | Marathon féminin      | 2 h 34 min 21 s | 27e    |
| Mary Luz Andía    | 20 km marche féminin  | 1 h 35 min 25 s | 24e    |
| Kimberly García   | 20 km marche féminin  | DNF             | NC     |
| Leyde Guerra      | 20 km marche féminin  | 1 h 36 min 10 s | 36e    |

### Aviron
| Athlète       | Compétition | Série        | Série | Repêchages  | Repêchages  | Quarts de finale | Quarts de finale | Demi-finale                  | Demi-finale | Finale                | Finale |
| Athlète       | Compétition | Temps        | Rang  | Temps       | Rang        | Temps            | Rang             | Temps                        | Rang        | Temps                 | Rang   |
| ------------- | ----------- | ------------ | ----- | ----------- | ----------- | ---------------- | ---------------- | ---------------------------- | ----------- | --------------------- | ------ |
| Álvaro Torres | Skiff       | 7 min 7 s 92 | 3e    | Non disputé | Non disputé | 7 min 31 s 85    | 4e               | Demi-finale C/D 7 min 2 s 49 | 1er         | Finale C 7 min 3 s 69 | 17e    |

### Badminton
| Athlète        | Compétition  | Phase de groupes                  | Phase de groupes           | Phase de groupes | 1/8e de finale   | Quarts de finale | Demi-finales     | Finale           | Finale   |
| Athlète        | Compétition  | Adversaire Score                  | Adversaire Score           | Rang             | Adversaire Score | Adversaire Score | Adversaire Score | Adversaire Score | Rang     |
| -------------- | ------------ | --------------------------------- | -------------------------- | ---------------- | ---------------- | ---------------- | ---------------- | ---------------- | -------- |
| Daniela Macías | Simple dames | Ongbamrungphan Défaite 4-21, 9-21 | Kuuba Défaite 19-21, 13-21 | 3e du gr. D      | Éliminée         | Éliminée         | Éliminée         | Éliminée         | Éliminée |

### Boxe
| Athlète          | Catégorie       | 1/16e de finale       | 1/8e de finale          | Quart de finale     | Demi-finale         | Finale              | Rang    |
| Athlète          | Catégorie       | Adversaire Résultat   | Adversaire Résultat     | Adversaire Résultat | Adversaire Résultat | Adversaire Résultat | Rang    |
| ---------------- | --------------- | --------------------- | ----------------------- | ------------------- | ------------------- | ------------------- | ------- |
| Leodan Pezo      | Légers (-63 kg) | Safiullin Défaite 0-5 | Éliminé                 | Éliminé             | Éliminé             | Éliminé             | Éliminé |
| José María Lúcar | Lourds (-91 kg) | Exempté               | Abduljabbar Défaite 0-5 | Éliminé             | Éliminé             | Éliminé             | Éliminé |

### Sur route
| Athlète        | Compétition     | Temps   | Rang    |
| -------------- | --------------- | ------- | ------- |
| Royner Navarro | Course en ligne | Abandon | Abandon |

### Escrime
| Athlète          | Compétition       | 1/32e de finale  | 1/16e de finale    | 1/8e de finale   | Quarts de finale | Demi-finale Classement 5-8 | Finale 3e place Classement 5e, 7e places | Rang     |
| Athlète          | Compétition       | Adversaire Score | Adversaire Score   | Adversaire Score | Adversaire Score | Adversaire Score           | Adversaire Score                         | Rang     |
| ---------------- | ----------------- | ---------------- | ------------------ | ---------------- | ---------------- | -------------------------- | ---------------------------------------- | -------- |
| María Luisa Doig | Épée individuelle | Éxemptée         | Kong Défaite 11-15 | Éliminée         | Éliminée         | Éliminée                   | Éliminée                                 | Éliminée |

### Gymnastique artistique
| Athlète       | Qualifications | Qualifications      | Qualifications | Qualifications | Qualifications | Qualifications | Finale   | Finale              | Finale   | Finale   | Finale   | Finale   |
| Athlète       | Appareil       | Appareil            | Appareil       | Appareil       | Total          | Rang           | Appareil | Appareil            | Appareil | Appareil | Total    | Rang     |
| Athlète       | Saut           | Barres asymétriques | Poutre         | Sol            | Total          | Rang           | Saut     | Barres asymétriques | Poutre   | Sol      | Total    | Rang     |
| ------------- | -------------- | ------------------- | -------------- | -------------- | -------------- | -------------- | -------- | ------------------- | -------- | -------- | -------- | -------- |
| Ariana Orrego | 13,433         | 9,466               | 12,066         | 12,066         | 47,031         | 74e            | Éliminée | Éliminée            | Éliminée | Éliminée | Éliminée | Éliminée |

### Haltérophilie
| Athlète      | Compétition          | Arraché  | Arraché | Épaulé-jeté | Épaulé-jeté | Total  | Rang |
| Athlète      | Compétition          | Résultat | Rang    | Résultat    | Rang        | Total  | Rang |
| ------------ | -------------------- | -------- | ------- | ----------- | ----------- | ------ | ---- |
| Marcos Rojas | Moins de 61kg hommes | 105 kg   | 14e     | 135 kg      | 12e         | 240 kg | 12e  |

### Judo
| Athlète       | Compétition           | 1er tour            | 2e tour             | Quart de finale     | Demi-finale         | Repêchage 1         | Repêchage 2         | Finale  | Rang    |
| Athlète       | Compétition           | Adversaire Résultat | Adversaire Résultat | Adversaire Résultat | Adversaire Résultat | Adversaire Résultat | Adversaire Résultat |         | Rang    |
| ------------- | --------------------- | ------------------- | ------------------- | ------------------- | ------------------- | ------------------- | ------------------- | ------- | ------- |
| Juan Postigos | Moins de 66 kg hommes | Katz Défaite 00-10  | Éliminé             | Éliminé             | Éliminé             | Éliminé             | Éliminé             | Éliminé | Éliminé |

### Karaté
| Athlète          | Compétition           | Tour de qualification | Tour de qualification | Tour de qualification | Tour de qualification | Tour de qualification | Demi-finale         | Finale              | Rang |
| Athlète          | Compétition           | Match 1               | Match 2               | Match 3               | Match 4               | Place                 | Demi-finale         | Finale              | Rang |
| Athlète          | Compétition           | Adversaire Résultat   | Adversaire Résultat   | Adversaire Résultat   | Adversaire Résultat   | Place                 | Adversaire Résultat | Adversaire Résultat | Rang |
| ---------------- | --------------------- | --------------------- | --------------------- | --------------------- | --------------------- | --------------------- | ------------------- | ------------------- | ---- |
| Alexandra Grande | Moins de 61 kg femmes | Serogina Défaite 1-6  | Farouk Défaite 0-2    | Preković Défaite 0-1  | Sadini Victoir 3-1    | 4e                    | Éliminée            | Éliminée            | 7e   |

### Lutte
| Athlète       | Compétition  | Huitièmes de finale | Quarts de finale    | Demi-finale         | Repêchage           | Finale 3e place Classement | Rang    |
| Athlète       | Compétition  | Adversaire Résultat | Adversaire Résultat | Adversaire Résultat | Adversaire Résultat | Adversaire Résultat        | Rang    |
| ------------- | ------------ | ------------------- | ------------------- | ------------------- | ------------------- | -------------------------- | ------- |
| Pool Ambrocio | 86 kg hommes | Lin Défaite 0-11    | Éliminé             | Éliminé             | Éliminé             | Éliminé                    | Éliminé |

### Natation
| Athlète         | Épreuve                   | Série         | Série | Demi-finale | Demi-finale | Finale   | Finale |
| Athlète         | Épreuve                   | Temps         | Rang  | Temps       | Rang        | Temps    | Rang   |
| --------------- | ------------------------- | ------------- | ----- | ----------- | ----------- | -------- | ------ |
| Joaquín Vargas  | 200 m nage libre masculin | 1 min 49 s 93 | 3e    | Éliminé     | Éliminé     | Éliminé  | 35e    |
| Joaquín Vargas  | 400 m nage libre masculin | 3 min 52 s 94 | 3e    | Non disputé | Non disputé | Éliminé  | 25e    |
| McKenna DeBever | 100 m dos féminin         | 1 min 2 s 9   | 2e    | Éliminée    | Éliminée    | Éliminée | 31e    |
| McKenna DeBever | 100 m 4 nages féminin     | 2 min 15 s 86 | 1re   | Éliminée    | Éliminée    | Éliminée | 24e    |

### Skateboard
| Athlète             | Compétition   | Rounds | Rounds | Finale | Finale |
| Athlète             | Compétition   | Points | Rang   | Points | Rang   |
| ------------------- | ------------- | ------ | ------ | ------ | ------ |
| Angelo Caro Narvaez | Street hommes | 32,93  | 7e     | 32,87  | 5e     |

### Surf
| Athlète          | Compétition | Round 1  | Round 1 | Round 2  | Round 2 | Round 3                        | Quart de finale           | Demi-finale | Finale / 3e place | Finale / 3e place |
| Athlète          | Compétition | Résultat | Rang    | Résultat | Rang    | Résultat                       | Résultat                  | Résultat    | Résultat          | Classement        |
| ---------------- | ----------- | -------- | ------- | -------- | ------- | ------------------------------ | ------------------------- | ----------- | ----------------- | ----------------- |
| Lucca Mesinas    | Hommes      | 11,40    | 1er     | Exempté  | Exempté | Fioravanti Victoire 10,77-8,86 | Wright Défaite 7,83-12,74 | Éliminé     | Éliminé           | Éliminé           |
| Miguel Tudela    | Hommes      | 10,67    | 2e      | Exempté  | Exempté | Ohhara Défaite 9,63-10,00      | Éliminé                   | Éliminé     | Éliminé           | Éliminé           |
| Sofía Mulánovich | Femmes      | 7,80     | 3e      | 9,36     | 3e      | Moore Défaite 9,90-10,34       | Éliminée                  | Éliminée    | Éliminée          | Éliminée          |
| Daniella Rosas   | Femmes      | 7,50     | 4e      | 8,14     | 5e      | Éliminée                       | Éliminée                  | Éliminée    | Éliminée          | Éliminée          |

### Tennis
| Athlète             | Épreuve          | 1/32e de finale              | 1/16e de finale     | 1/8e de finale      | Quarts de finale    | Demi-finale         | Finale / MB         | Rang    |
| Athlète             | Épreuve          | Adversaire Résultat          | Adversaire Résultat | Adversaire Résultat | Adversaire Résultat | Adversaire Résultat | Adversaire Résultat | Rang    |
| ------------------- | ---------------- | ---------------------------- | ------------------- | ------------------- | ------------------- | ------------------- | ------------------- | ------- |
| Juan Pablo Varillas | Simple messieurs | Schwartzman Défaite 5-7, 4-6 | Éliminé             | Éliminé             | Éliminé             | Éliminé             | Éliminé             | Éliminé |

### Tir
| Athlète             | Compétition                  | Qualification | Qualification | Finale  | Finale  |
| Athlète             | Compétition                  | Points        | Rang          | Points  | Rang    |
| ------------------- | ---------------------------- | ------------- | ------------- | ------- | ------- |
| Marko Carrillo      | Pistolet à air comprimé 10 m | 569           | 29e           | Éliminé | Éliminé |
| Marko Carrillo      | Pistolet à 25 m tir rapide,  | 572           | 18e           | Éliminé | Éliminé |
| Alessandro de Souza | Trap                         | 118           | 27e           | Éliminé | Éliminé |
| Nicolás Pacheco     | Skeet                        | 122           | 8e            | Éliminé | Éliminé |

### Voile
| Athlète                          | Compétition         | Régate | Régate | Régate | Régate | Régate | Régate | Régate | Régate | Régate | Régate | Régate      | Régate      | Régate | Total net | Rang final |
| Athlète                          | Compétition         | 1      | 2      | 3      | 4      | 5      | 6      | 7      | 8      | 9      | 10     | 11          | 12          | CM     | Total net | Rang final |
| -------------------------------- | ------------------- | ------ | ------ | ------ | ------ | ------ | ------ | ------ | ------ | ------ | ------ | ----------- | ----------- | ------ | --------- | ---------- |
| Stefano Peschiera                | Laser hommes        | 12     | 26     | 21     | 18     | 18     | 33     | 19     | 15     | 14     | 36 ab. | Non disputé | Non disputé | EL     | 177       | 25e        |
| Diana Tudela María Pia van Oordt | 49er FX femmes      | 19     | 18     | 22 Dsq | 19     | 18     | 17     | 17     | 18     | 16     | 16     | 5           | 11          | EL     | 174       | 20e        |
| Paloma Schmidt                   | Laser Radial femmes | 17     | 37     | 39     | 38     | 29     | 35     | 32     | 35     | 31     | 11     | Non disputé | Non disputé | EL     | 265       | 36e        |
| María Belén Bazo                 | RS:X femmes         | 14     | 13     | 17     | 15     | 8      | 5      | 12     | 12     | 11     | 15     | 11          | 14          | EL     | 130       | 13e        |